# Juan David Cabezas
Juan David Cabezas Núñez est un footballeur colombien né le 27 février 1991 à Cali. Il joue au poste de milieu de terrain.

## Biographie

### En club
Juan Cabezas joue sept matchs en Copa Sudamericana.
Le 30 décembre 2016, Cabezas est prêté au Dynamo de Houston avec option d'achat.

### En équipe nationale
Avec les moins de 20 ans, il participe à la Coupe du monde des moins de 20 ans en 2011. Lors du mondial junior, il joue cinq matchs. La Colombie s'incline en quarts de finale face au Mexique.

## Palmarès
- Independiente Medellín
  - Champion de Colombie en 2015 (Tournoi d'ouverture) avec le Deportivo Cali ; en 2016 (Tournoi d'ouverture)
- Dynamo de Houston
  - Vainqueur de la Coupe des États-Unis en 2018